# موروس دي نالون
بلدية موروس دي نالون (بالإسبانية: Muros de Nalón) هي بلدية تقع في منطقة أستورياس شمال غرب إسبانيا.

## الديموغرافيا
بلغ عدد سكان بلدية موروس دي نالون 1.938 نسمة عام 2011 (وفقاً للمعهد الوطني للإحصاء الإسباني).
| 2.497 | 2.372 | 2.189 | 2.017 | 1.987 | 1.970 | 1.938 |